# Весца
Весца (на словенски: Vesca) е село в Словения, регион Средна Словения, община Водице. Според Националната статистическа служба на Република Словения през 2015 г. селото има 69 жители.